# ديك بيرسون
ديك بيرسون (بالإنجليزية: Dick Persson)‏ هو موظف مدني أسترالي، ولد في 1950.